# Santa María Peñoles
Santa María Peñoles è un comune del Messico, situato nello stato di Oaxaca.